# Кріс Армас
Кріс Армас (англ. Chris Armas; нар. 27 серпня 1972, Бронкс, США) — американський футболіст пуерто-риканського походження. Півзахисник, відомий за виступами за «Чикаго Файр» і збірну США.

## Клубна кар'єра
Армас почав свою кар'єру виступаючи за футбольну команду університету «Адельфійськи Пантери». Після закінчення навчання Кріс один сезон захищав кольори «Лонг Айленд Рауса Райдерз» з регіональної ліги.
У 1997 році Армас підписав контракт з MLS і був обраний на драфті «Лос-Анджелес Гелексі». У команді Кріс провів один сезон, після чого перейшов в «Чикаго Файр». У своєму першому сезоні він допоміг клубу завоювати Кубок MLS. У 2000 році Кріс був визнаний Футболістом року в США, а також допоміг «Файр» дістатися до фіналу ліги. У 2002 році Армас отримав важку травму, яка залишила його поза грою на тривалий строк, але після повернення він продемонстрував відмінну форму і заслужив неофіційне звання «Повернення року». У 2003 році він вдруге допоміг команді дістатися до фіналу Кубка MLS. У складі «Чикаго Файр» Армас провів 9 сезонів, зіграв 214 матчів і забив 8 м'ячів. У 2007 році він вирішив завершити кар'єру футболіста.

## Міжнародна кар'єра
У 1993 році Арамс виступав за збірну Пуерто-Рико на Карибському кубку. Ці змагання не визнані ФІФА, тому матчі кваліфікувалися як товариські і дозволяли Крісу в майбутньому змінити збірну.
6 листопада 1998 року в матчі проти збірної Австралії Кріс дебютував за збірну США. У 2002 році через травму він не зміг взяти участі в чемпіонаті світу 2002 року. Армас також брав участь у матчах відбіркового турніру Чемпіонату світу 2006 року, але у фінальний список так і не потрапив. У складі національної команди він брав участь у трьох розіграшах Золотого кубка КОНКАКАФ: 2000, 2002 і 2005 роках. У 2002 і 2005 році він виграв турнір, зігравши всі матчі на турнірі.
У 2003 році Кріс взяв участь у розіграші Кубка Конфедерацій. За збірну Армас зіграв 66 матчів і забив 2 голи.

## Тренерська кар'єра
Після закінчення кар'єри Кріс рік працював в клубі на посаді асистента головного тренера, а у 2011 році очолив жіночу футбольну команду рідного університету, де пропрацював до 2014 року .
З 2015 року є асистентом Джессі Марша у «Нью-Йорк Ред Буллз».

## Досягнення

### Командні
«Чикаго Файр»
- Володар Кубка MLS: 1998
- Володар MLS Supporters Shield (1): 2003
- Володар відкритого Кубка США (4): 1998, 2000, 2003, 2006

 США
- Володар Золотого кубка КОНКАКАФ: 2002, 2005

### Індивідуальні
- MLS Best XI (5): 1998, 1999, 2000, 2001, 2003
- MLS All-Star (6): 1998, 1999, 2000, 2001, 2003, 2004
- MLS Comeback Player of the Year (1): 2003
- Chicago Fire MVP (1): 2003